# Lantosque
Lantosque (okcitansko/provansalsko: Lantosca) je naselje in občina v jugovzhodnem francoskem departmaju Alpes-Maritimes regije Provansa-Alpe-Azurna obala. Leta 2006 je naselje imelo 1.224 prebivalcev.

## Geografija
Kraj leži v pokrajini Provansi ob reki Vésubie, severno od središča departmaja Nice.

## Administracija
Lantosque je sedež istoimenskega kantona, v katerega je poleg njegove vključena še občina Utelle s 1.507 prebivalci.
Kanton je sestavni del okrožja Nica.